# ジケトン

ジアセチルは最も単純なジケトンである。

ジケトン (Diketone) は、ケトン基を2つ含む分子である。
1,2-ジケトンのジアセチル、1,3-ジケトンのアセチルアセトン、1,4-ジケトンの2,5-ヘキサンジオンや、環状ジケトンであるジメドンなどがある。

## 反応
アセチルアセトンのような1,3-ジケトンは、エノールでは水素結合を、エノラートでは対イオンとして結合することにより六員環構造の共役系となるため、エノールやエノラートを形成しやすい傾向がある。
カルボニル基により分断された1,2個のメチル基を持つジケトンは、通常ではケト-エノール互変異性によるエノール体と共存している。このようなジカルボニルの反応は、ケトンと非常に類似している。